# Apidioplana
Apidioplanidae
Famille
Genre
Apidioplana est un genre de vers plats marins, le seul de la famille des Apidioplanidae. Cette famille appartient au sous-ordre des Acotylea de l'ordre des Polycladia.

## Systématique
Les noms valides complets (avec auteur) de ces taxons sont:
- pour la famille : Apidioplanidae Bock, 1926[1]
- pour le genre : Apidioplana Bock, 1926[1].

## Liste des espèces
Selon la base de données World Register of Marine Species (11 novembre 2023), le genre Apidioplana regroupe les espèces suivantes :
- Apidioplana apluda Cannon, 1990
- Apidioplana mira Bock, 1926
- Apidioplana okadai Kato, 1944
- Apidioplana similis Bock, 1927

### Pour la famille des Apidioplanidae
- (en) BioLib : Apidioplanidae Bock, 1926 (consulté le 11 novembre 2023)
- (en) Catalogue of Life : Apidioplanidae Bock, 1926 (consulté le 11 novembre 2023)
- (fr + en) EOL : Apidioplanidae (consulté le 11 novembre 2023)
- (fr + en) GBIF : Apidioplanidae (consulté le 11 novembre 2023)
- (en) IRMNG : Apidioplanidae Bock, 1926 (consulté le 11 novembre 2023)
- (en) Taxonomicon : Apidioplanidae Bock, 1926 (consulté le 11 novembre 2023)
- (en) WoRMS : Apidioplanidae Bock, 1926 (+ liste espèces) (consulté le 11 novembre 2023)

### Pour le genreApidioplana
- (en) BioLib : Apidioplana Bock, 1926 (consulté le 11 novembre 2023)
- (en) Catalogue of Life : Apidioplana Bock, 1926 (consulté le 11 novembre 2023)
- (fr + en) EOL : Apidioplana (consulté le 11 novembre 2023)
- (fr + en) GBIF : Apidioplana Bock, 1926 (consulté le 11 novembre 2023)
- (en) IRMNG : Apidioplana Bock, 1926 (consulté le 11 novembre 2023)
- (fr + en) ITIS : Apidioplana Bock, 1926 (consulté le 11 novembre 2023)
- (en) Taxonomicon : Apidioplana Bock, 1926 (consulté le 11 novembre 2023)
- (en) WoRMS : Apidioplana Bock, 1926 (+ liste espèces) (consulté le 11 novembre 2023)